# Monumento a Justo José de Urquiza
El Monumento a Justo José de Urquiza es una escultura realizada en su honor, ubicada en el barrio de Palermo en la ciudad autónoma de Buenos Aires, Argentina.
Justo José de Urquiza (Talar de Arroyo Largo, hoy Arroyo Urquiza, Entre Ríos, 18 de octubre de 1801 - Palacio San José, cerca de Concepción del Uruguay, 11 de abril de 1870) fue un militar y político argentino. Fue varias veces gobernador de la provincia de Entre Ríos y presidente de la Confederación Argentina entre 1854 y 1860.
El monumento, obra de los escultores Renzo Baldi y Héctor Rocha, fue inaugurado en 1958. En los costados del basamento se observa una escena de la batalla de Caseros, que tuvo lugar el 3 de febrero de 1852, en la cual Urquiza venció al gobernador de Buenos Aires Juan Manuel de Rosas. En el basamento también se observa una escena de la sanción de la Constitución Argentina de 1853, que tuvo lugar el 1 de mayo de ese año.
Cuando su construcción fue dispuesta en 1937, la comisión a cargo del monumento decidió que, por su simbolismo, la estatua a cargo del escultor italiano Baldi, debía ser hecha a partir del bronce de la fundición de cañones utilizados por el bando rosista en la batalla de Caseros, cedidos por una disposición del entonces Ministerio de Guerra, que los envió a Italia, donde Baldi tenía su taller.